# Johannes Mehring
Johannes Mehring (ur. 24 czerwca 1816 w Kleinniedesheim, zm. 24 listopada 1878 we Frankenthal) – niemiecki pszczelarz, wynalazca prasy do robienia węzy.
Z powodu ciężkiej sytuacji materialnej swoich rodziców nie mógł się kształcić, został więc stolarzem. Był doskonałym rzemieślnikiem, ale sławę zdobył w dziedzinie pszczelarstwa, którym z zamiłowaniem się trudnił.
W 1857 zrealizował zamysł produkcji węzy z wytopionego uprzednio wosku i ogłosił to w Stuttgarcie. Węzę wytwarzał w zbudowanej przez siebie drewnianej prasie złożonej z desek, na których żłobił wypukłości odpowiadające zaczątkom komórek pszczelich. W 1860 za swój wynalazek otrzymał w Hanowerze nagrodę i stanowisko nauczyciela pszczelarstwa.
Został członkiem korespondentem wielu towarzystw naukowych, wyróżniono go też licznymi medalami. Zyskał uznanie i przyjaźń wielkiego uczonego niemieckiego, Aleksandra von Humboldta i barona Augusta von Berlepscha.